# 龙祠摩崖石刻群
龙祠摩崖石刻群，位于江苏省连云港市海州区，是中华人民共和国江苏省文物保护单位之一。
2002年10月22日，授予江苏省文物保护单位，是一座石刻群。該地現在屬於軍事禁區內，普通遊客無法參觀。